# Erica argyraea
Erica argyraea är en ljungväxtart som beskrevs av Guthrie och Bolus. Erica argyraea ingår i släktet klockljungssläktet, och familjen ljungväxter. Inga underarter finns listade i Catalogue of Life.